# Marano di Valpolicella
Marano di Valpolicella – miejscowość i gmina we Włoszech, w regionie Wenecja Euganejska, w prowincji Werona.
Według danych na rok 2004 gminę zamieszkiwały 2882 osoby, 160,1 os./km².